# El Cerrito (Kalifornija)
El Cerrito je grad u američkoj saveznoj državi Kalifornija. Prema popisu stanovništva iz 2010. u njemu je živjelo 23,549 stanovnika.